# Ophrys sect. Ophrys
Ophrys sect. Ophrys is een sectie (onderverdeling van een geslacht) met drie terrestrische soorten orchideeën, die deel uitmaakt van het geslacht Ophrys en de typesoort, de vliegenorchis (Ophrys insectifera) bevat. Het is een autoniem.

## Kenmerken
De soorten van de sectie Ophrys verschillen van de andere secties door de groene kelkbladen, een sterk drielobbige bloemlip met een glad speculum en pseudo-ogen.

## Verspreiding en voorkomen
Sectie Ophrys is verspreid over het grootste deel van Europa.

## Taxonomie
De sectie Ophrys omvat slechts drie soorten spiegelorchissen, waaronder de typesoort van het geslacht, O.insectifera.
Sommige auteurs beschouwen deze drie soorten als een groep (de groep van O. insectifera), en beschrijven een uitgebreide sectie Ophrys met daarbij de soorten van secties Ciliatae, Tenthrediniferae en Bombyliflorae.

### Soortenlijst
- Ophrys insectifera L. (1753)
- Ophrys aymoninii (Breistr.) Buttler (1986)
- Ophrys subinsectifera Hermosilla & Sabando (1996)